# Laura Palmer
Tânăra Laura Palmer (n. 22 iulie 1972  - d. 24 februarie 1989 ) (interpretată de Sheryl Lee) este unul din personajele serialului de televiziune american “Twin Peaks”. Moartea sa reprezintă intriga serialului.

## Biografie
S-a născut pe data de 22 iulie 1972, părinții ei fiind casnica Sarah Palmer și avocatul Leland Palmer.
La prima vedere, Laura era o tânără iubită în orașul ei natal: lucra la un program de ajutor social, devenise regină a balului, iar iubitul ei, Bobby Briggs, era căpitanul echipei de fotbal american al liceului. Cu toate acestea, pe măsură ce evoluează serialul, privitorul află că aceasta ducea o viață dublă-era dependentă de cocaină, lucrase, pentru scurt timp, ca prostituată la bordelul/cazino One Eyed Jacks și fusese abuzată sexual în copilărie. În plus, își înșela partenerul cu motociclistul James Hurley iar, pe lângă perioada petrecută la bordel, mai întreținuse relații sexuale cu alți locuitori ai orașului, precum camionagiul Leo Johnson și afaceristul Ben Horne.

## Legături externe
- Laura Palmer Twin Peaks card
- Laura Palmer la Internet Movie Database

## Vezi și
- Lista personajelor din Twin Peaks‎‎